# Neithon di Alt Clut
Neithon di Alt Clut (... – 620?) regnò sull'Alt Clut (odierna area di Dumbarton Rock).
Secondo le Harleian genealogies, era figlio di Guipno map Dumnagual Hen. Secondo Alfred Smyth, andrebbe identificato con re Nechtan il Grande dei Pitti, forse Nechtan figlio di Canu che secondo gli Annali dell'Ulster morì nel 621. Il Senchus fer n-Alban sostiene che Gartnait, figlio di re Áedán mac Gabráin di Dál Riata era padre di Cano.